# Sabajaya
Sabajaya is een bestuurslaag in het regentschap Karawang van de provincie West-Java, Indonesië. Sabajaya telt 7044 inwoners (volkstelling 2010).